# Medžimurje
Medžimurje (tudi Medmurje; hrvaško Međimurje) je zgodovinsko-geografski pojem, ki označuje območje na skrajnem severu Hrvaške, omejeno z dvema velikima rekama, Muro in Dravo. To območje se v upravnem pogledu večinoma prekriva z ozemljem Medžimurske županije, največje mesto in središče Medžimurja je Čakovec, večja naselja pa so še Prelog, Mursko Središće, Nedelišče, Podturen, Pribislavec, Štrigova in Kotoriba.
To najsevernejše hrvaško območje je v večjem delu aluvialna ravnica (lokalno Dolnje Međimurje), v manjšem, severozahodnem delu pa gričevnata pokrajina (Gornje Međimurje). Najvišja točka je Mohokos z nadmorsko višino 344 m, nižinski del pa je na okoli 120–150 m nad morjem.
Zgodovinsko gledano Medžimurje ni bilo vedno upravno del Hrvaške (oziroma pred tem Slavonije), ampak občasno tudi v sklopu ogrske županije Zala. Najprej se je to zgodilo leta 1720, ko je grof Mihael Ivan Althann vključil Medžimurje v to ogrsko županijo, ki je mejila s Hrvaško, in potem, po dveh krajših prekinitvah (1785–1789 in 1848–1861) in je trajalo do leta 1918. 
Prvi pisni dokumenti o Medžimurju so iz začetka 13. stoletja, v obdobju, ko je bilo v posesti plemiških družin, ki so se razmeroma hitro menjale. Med tistimi, ki so ga od 14. stoletja dalje posedovale dalj časa in zapustile pomembnejše sledi, so bile družine Lacković, Ernušt, Zrinski, Althanni in Feštetići. 
Podobno kot Prekmurje je bilo tudi Međimurje pod neposredno madžarsko upravo do vključitve v državo oz. Kraljevino SHS (pozneje Jugoslavijo), prav tako tudi med drugo svetovno vojno, ko je bilo ponovno priključeno Madžarski. V 20. letih 20. stoletja je Medžimurje (skupaj s Prekmurjem) upravno spadalo pod Mariborsko oblast, kasneje pod Savsko banovino in nazadnje Banovino Hrvaško, po 2. svetovi vojni pa v LR oz. SR Hrvaško. Mejni spor glede Štrigove in Razkrižja se je obnovil po ustanovitvi neodvisnih držav Slovenije in Hrvaške, ki se je kazal predvsem kot cerkvenoupravni spor glede škofijske pripadnosti župnije Razkrižje; ta se je razrešil po letu 1994 v slovensko korist. 